# Jet bipolaire

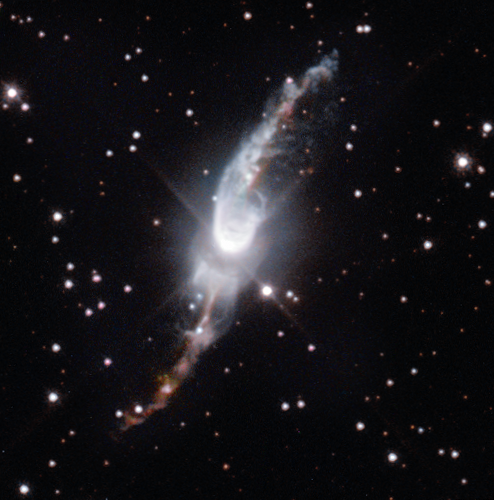
Jet bipolaire

Les jets bipolaires sont deux flux continus de gaz provenant des pôles d'une étoile. Ils peuvent être associés à des protoétoiles (étoiles jeunes en formation), ou à des étoiles évoluées (post-AGB).
Dans les deux cas, les jets bipolaires sont principalement constitués de gaz moléculaire (en). Ils peuvent se déplacer à des dizaines, voire des centaines de kilomètres par seconde, et dans le cas de jeunes étoiles, ils peuvent s'étendre sur une longueur allant jusqu'à un parsec.

## Jeunes étoiles
Dans le cas des proto-étoiles, les flux sont entraînés par un jet dense. Le jet est plus étroit que le flux et il est très difficile à observer directement. Toutefois, la présence d'ondes de choc supersoniques le long du jet augmente la température des gaz de ce dernier à des milliers de degrés. Ces gaz chauds émettent dans l'infrarouge et peuvent donc être détectés avec des télescopes infrarouge tels le United Kingdom Infrared Telescope. Ils apparaissent souvent comme des nœuds ou des arcs le long du faisceau du jet. On les appelle « ondes de choc moléculaire » en référence à la forme qu'ils prennent, ressemblant à celles créées sur l'eau par l'avant d'un navire. En plus, les jets sont généralement courbés en forme de S à cause de ces chocs.
C'est avec des télescopes millimétriques tels le James Clerk Maxwell Telescope que les jets bipolaires sont habituellement observés, grâce à l'émission de lumière par des molécules de monoxyde de carbone excitées. Les jets bipolaires se retrouvent régulièrement dans les nuages sombres et denses. Ils ont tendance à être associés à des étoiles très jeunes (âgées de moins de 10 000 ans), et sont étroitement liés aux ondes de choc moléculaires. En effet, on croit que les ondes de choc projettent ou « entrainent » des gaz denses du nuage environnant pour former le jet bipolaire.
Les jets de jeunes étoiles plus évoluées - les étoiles T Tauri - produisent des ondes de choc semblables, bien que celles-ci soient situées dans le spectre visible et sont appelées objets Herbig-Haro (objets HH). Les étoiles T Tauri se retrouvent habituellement dans des environnements moins denses. L'absence de gaz et de poussière les entourant font que les objets HH sont moins susceptibles d'être associés à des jets bipolaires.
La présence d'un jet bipolaire indique que l'étoile centrale continue d'accumuler de la matière dans le nuage environnant via un disque d'accrétion. Les jets évacuent le surplus de moment angulaire accumulé dans le disque d’accrétion. En effet, sans les jets, l'accrétion du disque ne serait pas possible et l'étoile ne prendrait jamais.

## Étoiles post-AGB
Les jets bipolaires des étoiles plus évoluées sont probablement formés, au départ, par des vents sphériques symétriques (appelés vents post-AGB), qui sont éjectés de la surface d'une étoile géante rouge. Ceux-ci sont concentrés dans des cônes de gaz par des champs magnétiques ou par leur compagnon binaire, dans un processus qui n'est pas encore bien compris.
Les jets bipolaires des étoiles post-AGB vont se développer jusqu’à former une nébuleuse planétaire.
Le cas de Fleming 1 montre qu'un système binaire à contact de deux naines blanches semble également donner naissance à des jets bipolaires.